# Druhá vláda Jicchaka Rabina
Druhá vláda Jicchaka Rabina byla sestavena Jicchakem Rabinem ze Strany práce 13. července 1992 po vítězství strany v červnových volbách. Součástí koalice byla také nová strana Merec (aliance Rac, Mapam a Šinuj) a Šas, přičemž koalice obsadila 62 ze 120 křesel v Knesetu. Vládu však podpořily, ale nepřipojily se k ní, také Chadaš a Arabská demokratická strana, které dohromady obsadily dalších 5 křesel.
Šas opustil vládu 14. září 1993, ale 9. ledna 1995 se ke koalici připojila nová strana Ji'ud (strana se odštěpila od Comet).
Rabin byl 4. listopadu 1995 zavražděn, funkci prozatímního premiéra převzal Šimon Peres, a to až do sestavení 26. vlády 22. listopadu.

## Členové vlády
| Vláda                                      | Vláda                                                | Vláda                               |
| Úřad                                       | Člen vlády                                           | Politická strana                    |
| ------------------------------------------ | ---------------------------------------------------- | ----------------------------------- |
| Předseda vlády                             | Jicchak Rabin (do 4. listopadu 1995)                 | Strana práce                        |
| Předseda vlády                             | Šimon Peres (prozatímním premiérem od 5. listopadu)  | Strana práce                        |
| Ministr zemědělství                        | Ja'akov Cur                                          | Nebyl členem Knesetu (Strana práce) |
| Ministr komunikací                         | Moše Šachal (do 7. června 1993)                      | Strana práce                        |
| Ministr komunikací                         | Šulamit Aloni                                        | Merec (Rac)                         |
| Ministr obrany                             | Jicchak Rabin (do 4. listopadu 1995)                 | Strana práce                        |
| Ministr obrany                             | Šimon Peres (od 5. listopadu)                        | Strana práce                        |
| Ministr ekonomiky a plánování              | Šim'on Šitrit (do 18. července 1995)                 | Strana práce                        |
| Ministr ekonomiky a plánování              | Josi Bejlin (od 18. července 1995)                   | Strana práce                        |
| Ministr školství a kultury                 | Šulamit Aloni (do 11. května 1993)                   | Merec (Rac)                         |
| Ministr školství a kultury                 | Jicchak Rabin (11. květen 1993 – 7. červen 1993)     | Strana práce                        |
| Ministr školství a kultury                 | Amnon Rubinstein (od 30. května 1994)                | Merec (Šinuj)                       |
| Ministr energetiky a infrastruktury        | Amnon Rubinstein (do 7. června 1993)                 | Merec (Šinuj)                       |
| Ministr energetiky a infrastruktury        | Moše Šachal (7. červen 1993 – 9. leden 1995)         | Strana práce                        |
| Ministr energetiky a infrastruktury        | Gonen Segev (od 9. ledna 1995)                       | Ji'ud                               |
| Ministr životního prostředí                | Ora Namir (do 31. prosince 1992)                     | Strana práce                        |
| Ministr životního prostředí                | Josi Sarid (od 31. prosince 1992)                    | Merec (Rac)                         |
| Ministr financí                            | Avraham Šochat                                       | Strana práce                        |
| Ministr zahraničních věcí                  | Šimon Peres                                          | Strana práce                        |
| Ministr zdravotnictví                      | Chajim Ramon (do 8. února 1994)                      | Strana práce                        |
| Ministr zdravotnictví                      | Jicchak Rabin (8. únor – 1. červen 1994)             | Strana práce                        |
| Ministr zdravotnictví                      | Efrajim Sne (od 1. června 1994)                      | Strana práce                        |
| Ministr bydlení a výstavby                 | Binjamin Ben Eli'ezer                                | Strana práce                        |
| Ministr absorpce imigrantů                 | Ja'ir Caban                                          | Merec (Mapam)                       |
| Ministr průmyslu a obchodu                 | Micha'el Chariš                                      | Strana práce                        |
| Ministr vnitra                             | Arje Deri (do 11. května 1993)                       | Šas                                 |
| Ministr vnitra                             | Arje Deri (7. červen – 1. září 1993)                 | Šas                                 |
| Ministr vnitra                             | Jicchak Rabin (14. září 1993 – 27. února 1995)       | Strana práce                        |
| Ministr vnitra                             | Uzi Bar'am (27. února – 7. červen 1995)              | Strana práce                        |
| Ministr vnitra                             | David Liba'i (19. červen – 18. červenec 1995)        | Strana práce                        |
| Ministr vnitra                             | Ehud Barak (od 18. července 1995)                    | Nebyl členem Knesetu (Strana práce) |
| Ministr pro záležitosti Jeruzaléma         | Jicchak Rabin (do 31. prosince 1992)                 | Strana práce                        |
| Ministr spravedlnosti                      | David Liba'i                                         | Strana práce                        |
| Ministr práce a sociální péče              | Jicchak Rabin (do 31. prosince 1992)                 | Strana práce                        |
| Ministr práce a sociální péče              | Ora Namir (od 31. prosince 1992)                     | Strana práce                        |
| Ministr policie                            | Moše Šachal                                          | Strana práce                        |
| Ministr náboženských věcí                  | Jicchak Rabin (do 27. ledna 1995)                    | Strana práce                        |
| Ministr náboženských věcí                  | Šim'on Šitrit (od 27. ledna 1995)                    | Strana práce                        |
| Ministr vědy a rozvoje                     | Amnon Rubinstein (do 31. prosince 1992)              | Merec (Šinuj)                       |
| Ministr vědy a rozvoje                     | Šim'on Šitrit (31. prosinec 1992 – 7. červen 1993)   | Strana práce                        |
| Ministr vědy a rozvoje                     | Šulamit Aloni (od 7. června 1993)                    | Merec (Rac)                         |
| Ministr turismu                            | Uzi Bar'am                                           | Strana práce                        |
| Ministr dopravy                            | Jisra'el Kesar                                       | Strana práce                        |
| Ministr bez portfeje                       | Šulamit Aloni (11. květen – 7. červen 1993)          | Merec (Rac)                         |
| Ministr bez portfeje                       | Arje Deri (11. květen – 7. červen 1993)              | Šas                                 |
| Náměstek ministra při úřadu předsedy vlády | Eli Ben Menachem (do 8. dubna 1993)                  | Strana práce                        |
| Náměstek ministra zemědělství              | Walíd Hádž Jahjá                                     | Merec (Mapam)                       |
| Náměstek ministra obrany                   | Mordechaj Gur (do 16. července 1995)                 | Strana práce                        |
| Náměstek ministra školství a kultury       | Moše Ma'ja (do 12. září 1993)                        | Šas                                 |
| Náměstek ministra školství a kultury       | Micha Goldman                                        | Strana práce                        |
| Náměstek ministra financí                  | Refa'el Pinchasi (do 31. prosince 1992)              | Šas                                 |
| Náměstek ministra zahraničních věcí        | Josi Bejlin (do 17. července 1995)                   | Strana práce                        |
| Náměstek ministra zahraničních věcí        | Eli Dajan (od 24. července 1995)                     | Strana práce                        |
| Náměstek ministra zdravotnictví            | Naváf Masálaha                                       | Strana práce                        |
| Náměstek ministra bydlení a výstavby       | Arje Gamli'el (do 9. září 1993)                      | Šas                                 |
| Náměstek ministra bydlení a výstavby       | Ran Kohen (do 31. prosince 1992)                     | Merec (Rac)                         |
| Náměstek ministra bydlení a výstavby       | Eli Ben Menachem (od 8. dubna 1993)                  | Strana práce                        |
| Náměstek ministra bydlení a výstavby       | Alex Goldfarb (od 2. ledna 1995)                     | Ji'ud                               |
| Náměstkyně ministra průmyslu a obchodu     | Ma'ša Lubelsky                                       | Strana práce                        |
| Náměstek ministra náboženských věcí        | Refa'el Pinchasi (31. prosinec 1992 – 14. září 1993) | Šas                                 |